# توفيق الحلالمة
توفيق يوسف الحلالمة (1955 -) سياسي أردني ولد في قرية جوزا في الكرك. شغل منصب وزير الداخلية في حكومة بشر الخصاونة من 12 أكتوبر 2020، وحتى 12 نوفمبر 2020، حيث تقدّم باستقالته أدبيًا على أثر المخالفات الشعبية التي أعقبت الانتخابات النيابية الأردنية 2020 وجرى قبول الاستقالة، يُذكر أنه كان قد عُيّن في مجلس الأعيان قبل أسبوعين من تشكيل الحكومة، وكان عليه الاستقالة لتولي المنصب الجديد الذي تولاه خلفا لـ «سلامة حماد»، يعتبر أول قائد لقوات الدرك منذ أن تم تشكيلها عام 2008 وبقي في المنصب حتى أحيل للتقاعد العام 2010.
أنهى دراسته الثانوية والتحق بالكلية العسكرية الملكية كتلميذ مرشّح عام 1977م وتم اختياره للانضمام لصفوف القوات الخاصة الملكية وتدرج في المناصب وصولا لقيادة كتيبة المظليين - القوات الخاصة. نقل من القوات المسلحة الأردنية للعمل كقائد للشرطة الخاصة في الأمن العام 1999.ثم عمل قائدا لشرطة الطوارئ ثم مديرا لادارة العمليات وتم اختياره مرة اخرة للعمل كقائد لقوات الأمن الخاصة.
في 12 نوفمبر 2020 قدم استقالته من منصبه أي بعد شهر تقريبا من تعيينه وزيرا للداخلية من منطلق تكريس المسؤولية الادبية والسياسية حيث أعلن رئيس الوزراء بشر الخصاونة قبوله لإستقالته على اثر المخالفات التي حدثت من مظاهر احتفال وشغب تلت العملية الانتخابية لمجلس النواب التاسع عشر. وعن قيام بعض المواطنين بحمل للسلاح واستخدامه في بعض مناطق المملكة.